# Marcus Smart
Marcus Osmond Smart (Dallas, 1994. március 6. –) amerikai válogatott kosárlabdázó, a Memphis Grizzlies játékosa a National Basketball Associationben (NBA).
Négy gyermek egyikeként született 1994-ben Texas államban, az Edward S. Marcus Középiskola tanulója volt, ahol megválasztották az állam legjobb kosárlabdázójának és McDonald’s All-American elismerést is kapott. Egyetemen az Oklahoma State Cowboys játékosa volt, ahol két évet töltött el, többször is elismerték a Big 12 főcsoport egyik legjobbjaként és az ország egyik legjobbjának tekintették. 99 labdaszerzése volt első szezonjában, ami elsőéves rekordnak számít.
Smartot a hatodik helyen választotta a 2014-es draft során a Boston Celtics. Eredetileg cserejátékos volt, de 2018-ban egyre többször kezdő volt és 2021-re már a csapat kezdő irányítója volt. A 2021–2022-es szezonban megválasztották az NBA legjobb védekező játékosának, amivel mindössze az ötödik hátvéd lett az NBA történetében, aki megkapta az elismerést és az első 1996-ban. Smart ezek mellett háromszor volt az első védekező csapat tagja és háromszor is megválasztották az NBA legkeményebben dolgozó játékosának (2019, 2022, 2023). 2022-ben nagy szerepet játszott a Celtics döntőszereplésében.
Képviselte az Egyesült Államokat utánpótlás szinten a válogatottban, 2012-ben U18-as Amerika-bajnok, míg 2013-ban U19-es világbajnok lett. A felnőtt válogatottban 2019-ben mutatkozott be, tagja volt a világbajnokságon az amerikaiak legrosszabb eredményét elérő csapatnak, hetedikek lettek.

## Statisztika

### Egyetem
| Év        | Csapat                 | JM | KM | JP/M | MG%  | 3P%  | BD%  | LP/M | GP/M | L/M | B/M | P/M  |
| --------- | ---------------------- | -- | -- | ---- | ---- | ---- | ---- | ---- | ---- | --- | --- | ---- |
| 2012–2013 | Oklahoma State Cowboys | 33 | 32 | 33,5 | .404 | .290 | .777 | 5,8  | 4,2  | 3,0 | 0,7 | 15,4 |
| 2013–2014 | Oklahoma State Cowboys | 31 | 31 | 32,7 | .422 | .299 | .728 | 5,9  | 4,8  | 2,9 | 0,6 | 18,0 |
| Karrier   | Karrier                | 64 | 63 | 33,1 | .413 | .295 | .751 | 5,9  | 4,5  | 2,9 | 0,6 | 16,6 |

### NBA

#### Alapszakasz
| Év        | Csapat            | JM  | KM  | JP/M | MG%  | 3P%  | BD%  | LP/M | GP/M | L/M | B/M | P/M  |
| --------- | ----------------- | --- | --- | ---- | ---- | ---- | ---- | ---- | ---- | --- | --- | ---- |
| 2014–2015 | Boston Celtics    | 67  | 38  | 27,0 | .367 | .335 | .646 | 3,3  | 3,1  | 1,5 | 0,3 | 7,8  |
| 2015–2016 | Boston Celtics    | 61  | 10  | 27,3 | .348 | .253 | .777 | 4,2  | 3,0  | 1,5 | 0,3 | 9,0  |
| 2016–2017 | Boston Celtics    | 79  | 24  | 30,4 | .359 | .284 | .812 | 3,9  | 4,6  | 1,6 | 0,4 | 10,6 |
| 2017–2018 | Boston Celtics    | 54  | 11  | 29,9 | .367 | .301 | .729 | 3,5  | 4,8  | 1,3 | 0,4 | 10,2 |
| 2018–2019 | Boston Celtics    | 80  | 60  | 27,5 | .422 | .364 | .806 | 2,9  | 4,0  | 1,8 | 0,4 | 8,9  |
| 2019–2020 | Boston Celtics    | 60  | 40  | 32,0 | .375 | .347 | .836 | 3,8  | 4,9  | 1,7 | 0,5 | 12,9 |
| 2020–2021 | Boston Celtics    | 48  | 45  | 32,9 | .398 | .330 | .790 | 3,5  | 5,7  | 1,5 | 0,5 | 13,1 |
| 2021–2022 | Boston Celtics    | 71  | 71  | 32,3 | .418 | .331 | .793 | 3,8  | 5,9  | 1,7 | 0,3 | 12,1 |
| 2022–2023 | Boston Celtics    | 61  | 61  | 32,1 | .415 | .336 | .746 | 3,1  | 6,3  | 1,5 | 0,4 | 11,5 |
| 2023–2024 | Memphis Grizzlies | 20  | 20  | 30,2 | .420 | .313 | .768 | 2,7  | 4,3  | 2,1 | 0,3 | 14,5 |
| Karrier   | Karrier           | 601 | 380 | 30,0 | .388 | .323 | .776 | 3,5  | 4,6  | 1,6 | 0,4 | 10,7 |

#### Play-in
| Év      | Csapat         | JM | KM | JP/M | MG%  | 3P%  | BD% | LP/M | GP/M | L/M | B/M | P/M |
| ------- | -------------- | -- | -- | ---- | ---- | ---- | --- | ---- | ---- | --- | --- | --- |
| 2021    | Boston Celtics | 1  | 1  | 34,9 | .375 | .200 | –   | 2,0  | 6,0  | 1,0 | 0,0 | 7,0 |
| Karrier | Karrier        | 1  | 1  | 34,9 | .375 | .200 | –   | 2,0  | 6,0  | 1,0 | 0,0 | 7,0 |

#### Rájátszás
| Év      | Csapat         | JM  | KM | JP/M | MG%  | 3P%  | BD%  | LP/M | GP/M | L/M | B/M | P/M  |
| ------- | -------------- | --- | -- | ---- | ---- | ---- | ---- | ---- | ---- | --- | --- | ---- |
| 2015    | Boston Celtics | 4   | 3  | 22,5 | .483 | .231 | .533 | 2,8  | 1,3  | 0,3 | 0,3 | 9,8  |
| 2016    | Boston Celtics | 6   | 1  | 32,2 | .367 | .344 | .810 | 4,5  | 3,0  | 1,7 | 0,8 | 12,0 |
| 2017    | Boston Celtics | 18  | 3  | 29,9 | .351 | .397 | .640 | 4,7  | 4,7  | 1,5 | 0,9 | 8,6  |
| 2018    | Boston Celtics | 15  | 4  | 29,9 | .336 | .221 | .735 | 3,7  | 5,3  | 1,7 | 0,7 | 9,8  |
| 2019    | Boston Celtics | 2   | 0  | 16,0 | .091 | .091 | .667 | 2,0  | 2,0  | 1,5 | 0,0 | 3,5  |
| 2020    | Boston Celtics | 17  | 16 | 38,1 | .394 | .333 | .875 | 5,2  | 4,6  | 1,2 | 0,5 | 14,5 |
| 2021    | Boston Celtics | 5   | 5  | 36,0 | .439 | .372 | .714 | 4,4  | 6,0  | 1,0 | 0,2 | 17,8 |
| 2022    | Boston Celtics | 21  | 21 | 36,2 | .405 | .350 | .806 | 4,5  | 5,9  | 1,2 | 0,2 | 15,4 |
| 2023    | Boston Celtics | 20  | 20 | 34,0 | .453 | .361 | .800 | 4,0  | 5,1  | 1,3 | 0,3 | 14,9 |
| Karrier | Karrier        | 108 | 73 | 33,1 | .396 | .334 | .762 | 4,3  | 4,9  | 1,3 | 0,5 | 12,8 |